# Goudel (Garankédey)
Goudel ist ein Dorf in der Landgemeinde Garankédey in Niger.

## Geographie
Das von einem traditionellen Ortsvorsteher (chef traditionnel) geleitete Dorf befindet sich etwa fünf Kilometer südlich von Garankédey, dem Hauptort der gleichnamigen Landgemeinde, die zum Departement Dosso in der gleichnamigen Region Dosso gehört.
Goudel ist Teil der Übergangszone zwischen Sahel und Sudan. Die durchschnittliche jährliche Niederschlagshöhe beträgt hier zwischen 500 und 600 mm.

## Geschichte
Goudel ist eines der ältesten Zarma-Siedlungen im Gebiet des heutigen Niger. Das Dorf wurde um 1750 von einem Herrscher namens Dakou gegründet. Dessen Sohn Garanké war Gründer der Stadt Dosso. Um 1830 griff ein von Dambo, dem Fulbe-Herrscher von Tamkalla, organisiertes Militärbündnis  Goudel an, wurde jedoch vom damaligen Herrscher Manguyé besiegt.

## Bevölkerung
Das Dorf hatte 665 Einwohner bei der Volkszählung 1988, 968 Einwohner bei der Volkszählung 2001 und 1407 Einwohner bei der Volkszählung 2012.

## Wirtschaft und Infrastruktur
Es gibt eine Schule im Dorf.